# 2014 HQ124
2014 HQ124 är asteroid med en diameter av 325 meter som den 8 juni 2014 passerade jorden på endast 1,25 miljoner kilometers avstånd, det vill säga ungefär tre gånger månens avstånd. Den kunde observeras från jorden med teleskop. Asteroiden upptäcktes den 23 april 2014 av NASA:s rymdteleskop Neowise, som är speciellt anpassat för att söka efter asteroider och kometer.
Asteroidens senaste periheliepassage skedde den 21 juli 2022. [Uppdatering behövs] Asteroidens omloppstid är mindre än ett år, drygt 286 dygn. Förra gången asteroiden passerade så pass nära jorden var 1952. Nästa gång sker det 2307.